# Đáp Lý Dã Thắc Mê Thất
Đáp Lý Dã Thắc Mê Thất (tiếng Mông Cổ: Дарамшир，tiếng Trung: 答里也忒迷失; ? - 1368) là chính thất Hoàng hậu của Nguyên Ninh Tông Ý Lân Chất Ban, Hoàng đế thứ 10 của nhà Nguyên trong lịch sử Trung Quốc.

## Tiểu sử
Năm sinh không rõ. Tháng 10 năm 1332, Nguyên Ninh Tông đăng cơ, bà được lập Hoàng hậu, nhưng hai tháng sau Ninh Tông băng hà, Hậu vị của bà nghiễm nhiên không còn. Bà là vị Trung cung Hoàng hậu tại ngôi ngắn nhất lịch sử nhà Nguyên (55 ngày).
Năm 1333, huynh trưởng Nguyên Ninh Tông là Nguyên Huệ Tông kế vị. Vì là em dâu của Tân đế, Đáp Lý Dã Thắc Mê Thất không được phong Hoàng thái hậu, mà giữ danh xưng Hoàng hậu đến khi mất. Bà sống trong cảnh góa bụa suốt 36 năm, đến khi nhà Nguyên diệt vong năm 1368 thì băng thệ. Huệ Tông đã đưa bà vào Tông miếu để thờ phụng.